# レ・シルフィード

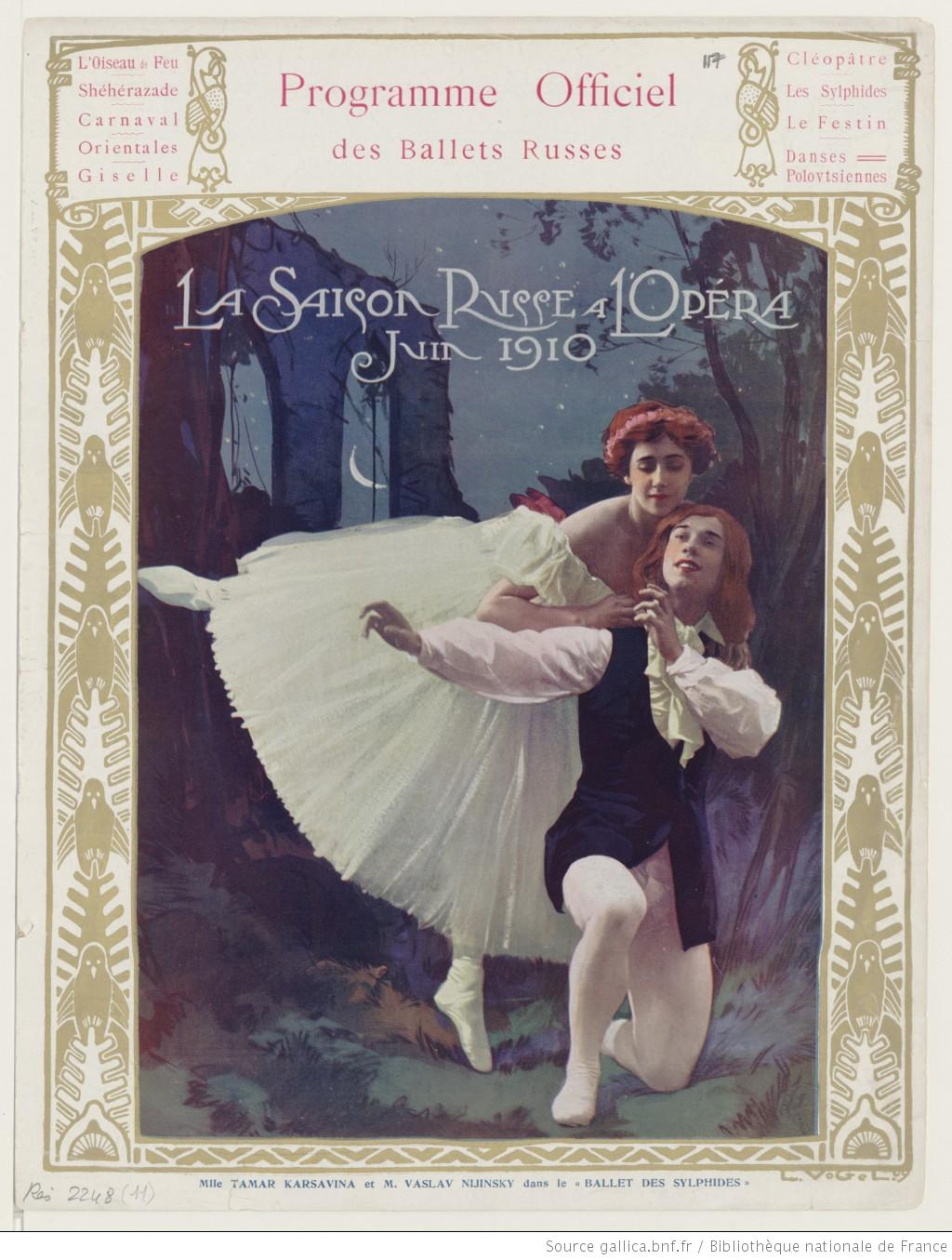
バレエ・リュスの公演プログラムより（1910年）

『レ・シルフィード』（Les Sylphides）は、フレデリック・ショパンのピアノ曲の管弦楽編曲によるバレエ作品。最初はアレクサンドル・グラズノフによる演奏会用作品をもとに、1907年にミハイル・フォーキンによって振り付けられ、『ショピニアーナ』（Chopiniana）の名前で発表された。バレエの優雅さを堪能させるもので、劇の複雑なあらすじなどはない。森の精（シルフィード）と詩人（ショパンとも）が月明かりの下で踊り明かす。
1907年にマリインスキー劇場で初演された。フォーキン自身が改訂を重ね、1909年6月 バレエ・リュス第1回公演（パリ・シャトレ座）で第3版を上演してからは現在のかたちになった。
これに類するものとして、1923年にパリのオペラ座で上演された、La Nuit ensorcelée（『魅せられた夜』）がある。これはルイ・オベールがショパンの作品を管弦楽に編曲したもので、二幕のバレエ。振付師はレオ・スターツ（Léo Staats）。
ロマンティックバレエの代表作である『ラ・シルフィード』（La Sylphide）と混同されることがあるが、シルフィードが登場すること以外に共通点はない。

## 使用編曲

### 初演（ショピニアーナ）
もともとはショパンの4つのピアノ作品を1892年にアレクサンドル・グラズノフが管弦楽用に編曲したもので、1893年のベリャーエフのコンサートにおいてリムスキー＝コルサコフ指揮で初演された。
バレエとしては1907年にマリインスキー・バレエによって初演された。このときフォーキンの追加注文によりグラズノフはワルツ嬰ハ短調を加え、以下の5曲で上演された。
- 軍隊ポロネーズ作品40-1
- 夜想曲ヘ長調作品15-1
- マズルカ嬰ハ短調作品50-3
- ワルツ嬰ハ短調作品64-2
- タランテラ作品43

### フォーキン改訂版（第2ショピニアーナ）
その後フォーキンはワルツ以外のグラズノフによる編曲を破棄し、マリインスキー劇場のレペティトゥールであったMaurice Kellerに新たな編曲を注文した。この版は以下の7曲を含む。
- 夜想曲変イ長調作品32-2
- ワルツ変ト長調作品70-1
- マズルカニ長調作品33-2
- マズルカハ長調作品67-3
- 前奏曲イ長調作品28-7
- ワルツ嬰ハ短調作品64-2（練習曲の序奏つき）
- 華麗なる大円舞曲作品18

### バレエ・リュス版
パリでのセゾン・リュスの公演にあたってセルゲイ・ディアギレフは再び『ワルツ嬰ハ短調』以外のすべての曲の再編曲を依頼した。編曲者はアナトーリ・リャードフ、セルゲイ・タネーエフ、ニコライ・チェレプニン、イーゴリ・ストラヴィンスキーであった。この版はパリのシャトレ座で1909年6月2日に初演された。振付はフォーキン、美術はアレクサンドル・ブノワにより、アンナ・パヴロワ、タマラ・カルサヴィナ、ヴァーツラフ・ニジンスキー、アレクサンドラ・バルディナが踊った。この版は何度も再演され、バレエ・リュスの定番となったが、楽譜が出版されることはなく、現在は使用されていない。

### 現行
ロイ・ダグラス（Roy Douglas）が1936年に編曲した版が広く用いられる。
- 前奏曲イ長調
  - 勇壮さを演出するためにグラズノフ版にならって軍隊ポロネーズを使う場合もある。
- 夜想曲変イ長調
- ワルツ変ト長調
- マズルカ作品33-2
- マズルカ作品67-3
- ワルツ嬰ハ短調（序奏に練習曲作品25-7の序奏部を使用）
- 華麗なる大円舞曲

全体的に編曲は巧みで、作曲者の旋律美を遺憾なく活用している。このため日本国内でも「ショパンはお好き」なる題名などで各種録音媒体の紹介がさかん。

### その他の編曲
ほかにもいろいろな版が存在する。
ロジェ・デゾルミエールが独自に編曲した稿もあり、編曲者自身の録音も残されてはいるが、現在では顧みられていない。
ベンジャミン・ブリテンは1940年にニューヨークのバレエ・シアター（アメリカン・バレエ・シアターの前身）のために編曲した。
アレクサンドル・グレチャニノフの編曲した版も存在する。

## 舞台構成
1. 前奏曲イ長調
2. 夜想曲変イ長調　全員の踊り
3. ワルツ変ト長調　女性ソリストのヴァリアシオン
4. マズルカ作品33-2　女性ソリストのヴァリアシオン
5. マズルカ作品67-3　女性ソリストのヴァリアシオン
6. 前奏曲イ長調（最初と同じ） 女性ソリストのヴァリアシオン
7. ワルツ嬰ハ短調　パ・ド・ドゥ
8. ワルツ（華麗なる大円舞曲）　全員の踊り